# Opération Ironside
 (mai 2025).
Si vous disposez d'ouvrages ou d'articles de référence ou si vous connaissez des sites web de qualité traitant du thème abordé ici, merci de compléter l'article en donnant les références utiles à sa vérifiabilité et en les liant à la section « Notes et références ».

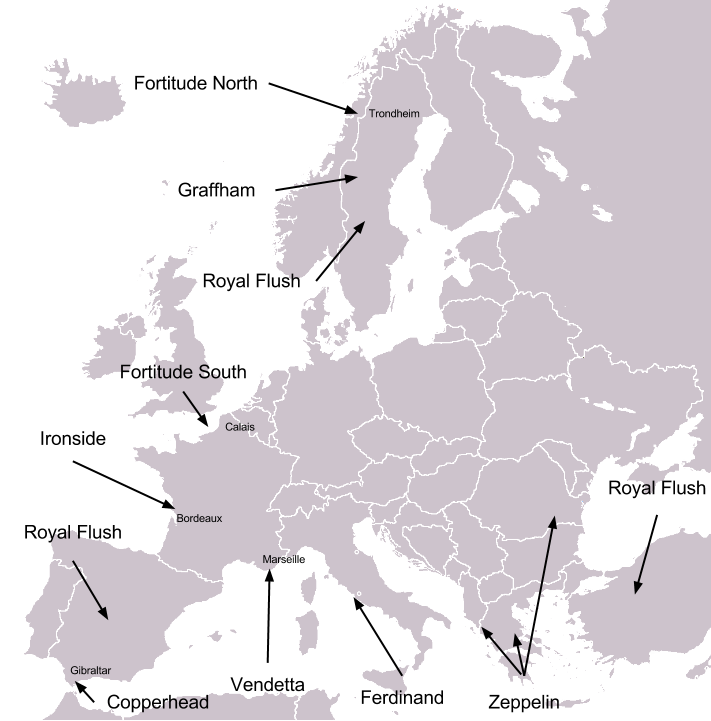
Carte des opérations liées à Bodyguard.

L’opération Ironside est une opération militaire de la Seconde Guerre mondiale qui vise à tromper l'Allemagne nazie sur les objectifs de débarquement des Alliés en Europe. Elle constitue une composante de l'opération Bodyguard qui se subdivise en plusieurs opérations. En l'occurrence, elle a pour but de faire croire à un débarquement dans le Golfe de Gascogne avec pour objectif de s'emparer de Bordeaux, un port important visé par plusieurs commandos deux ans plus tôt. Plus largement, ces opérations ont pour but d'empêcher les Allemands de concentrer leurs défenses dans un secteur, en l'occurrence la Normandie visée par l'opération Overlord en juin 1944.
Planifiée par la London Controlling Section, l'opération Ironside est communiquée aux Allemands par des agents doubles au printemps 1944. A la différence des autres plans de l'opération Bodyguard, l'entièreté de l'opération repose sur quelques agents doubles. Ces derniers sont dirigés par l'agent Bronx, soutenu par les agents Tate, Rudloff et Garbo. L'opération est censée consister en un assaut de deux divisions, suivies de six divisions qui doivent faire voile depuis la côte est des États-Unis. Les historiens se divisent sur l'impact véritable de cette opération sur les Allemands. Rien n'indique que ces derniers aient véritablement cru en la possibilité de cette action mais certains commandants alliés attribuent le retard de déploiement d'une division blindée en Normandie par l'impact de cette opération. 
Dans l'ensemble, Ironside reste une opération plutôt marginale et le système Double Cross, inquiet à l'idée d'exposer des agents doubles, mobilise plutôt des agents peu importants et les incite à la prudence. Par ailleurs, Bordeaux demeure une cible peu crédible car en-dehors du champ d'action des avions décollant d'Angleterre et éloigné des principales bases navales.
Après la fin de l'opération, à la fin juin 1944, la menace d'une invasion depuis les États-Unis ne disparaît pas complètement. En juillet, une opération Ironside II est montée en soutien à l'opération Ferdinand. Désormais, il s'agit plutôt d'une action de renfort à la Résistance intérieure française autour de Bordeaux, pour isoler les forces allemandes. Néanmoins, les Allemands sont alors en train d'abandonner la région et n'accordent guère d'importance à cette opération.